# Der Eisbär
Der Eisbär is een Duitse komische actiefilm uit 1998, geregisseerd door Til Schweiger in zijn regiedebuut.

## Verhaal
De film begint met een zwaargewonde man die in een elegante vintage Mercedes naar de cholerische bendebaas "Gezondheidsinspecteur" rijdt. De Gezondheidsinspecteur stapt bij de man in de auto, is boos dat er duidelijk massa's hamburgers in zijn auto zijn opgegeten en vraagt de man wie het gedaan heeft; maar hij kan geen woord uitbrengen omdat hij zwaargewond is. De Gezondheidsinspecteur zet vervolgens de autoradio uit, waardoor een eerder geïnstalleerde autobom wordt geactiveerd.
Dan begint het eigenlijke filmplot, dat een paar uur voordat de auto ontploft plaatsvindt. De aantrekkelijke beroepsmoordenaar Nico krijgt van twee handlangers de opdracht om de klassieke auto naar de Gezondheidsinspecteur te brengen. Er is hier een bom geïnstalleerd om hem te doden. Als dit plan mislukt, gaat een van de boeven ervan uit dat geen van hen de nacht zal overleven. Nico rijdt weg en laat de auto stelen door de twee infantiele jongemannen Fabian en Reza. Deze rijden nu 's nachts door de stad om meisjes met de auto aan te vallen. Als ze een van Nico's wapens ontdekken, plegen ze een bizarre aanval op een fastfoodrestaurant: in plaats van geld eisen ze 40 broodjes met vlees. Wanhopig gaat Nico zitten in de Pauls Eck-bar om dronken te worden.
Leo werkt als huurmoordenaar onder de codenaam "Eisbär". Op zijn laatste missie doodt hij het doelwit dat in leven had moeten blijven. Dit bericht bereikt Leo echter pas als de bestelling al is afgerond. De handlangers van zijn baas, de Gezondheidsinspecteur, zoeken hem om hem te elimineren. Wanhopig gaat hij ook zitten in de Pauls Eck-bar. Daar ontmoet hij Nico en wordt verliefd op haar. In de finale ontmoeten alle partijen elkaar in een Mexicaanse impasse: Leo en Nico, Fabian en Reza, Leo's achtervolgers en twee politieagenten. Ze bedreigen elkaar met pistolen en schreeuwen hysterisch naar elkaar. Bij het daaropvolgende vuurgevecht tussen de politie en de moordenaars komen de meeste betrokkenen om het leven.
Nico en Leo worden ook geraakt door kogels. Naast de vier overleeft ook een van de huurmoordenaars die Leo zou vermoorden de schietpartij. Dit is de man die vervolgens in de openingsscène met de auto naar de Gezondheidsinspecteur rijdt, zodat de moordaanslag op de gangsterbaas onbedoeld slaagt. Leo rijdt Fabian, Reza en Nico de stad uit. Midden op de autobaan laat hij Fabian en Reza gaan, geeft ze vooraf een brok geld en rijdt dan met Nico naar een afgelegen weiland. Daar bezwijken beiden uiteindelijk aan hun schotwonden in de auto. Fabian en Reza liften mee in een vrachtwagen en zijn blij met het geld.

## Rolverdeling
| Acteur               | Personage              |
| -------------------- | ---------------------- |
| Til Schweiger        | Leo                    |
| Karina Krawczyk      | Nico                   |
| Benno Furmann        | Fabian                 |
| Florian Lukas        | Reza                   |
| Jürgen Tarrach       | Manni                  |
| Vladimir Weigl       | Thomas                 |
| Thierry van Werveke  | Norbert                |
| Robert Viktor Minich | Boris                  |
| Ralph Herforth       | Politieagent in burger |
| Ralf Richter         | Politieagent in burger |
| Leonard Lansink      | Barman Paul's Eck      |
| Leander Haussmann    | Stephan                |
| Augustus Schmoelzer  | Heinz                  |
| Willi Thomczyk       | Alfred                 |
| Christof Wackernagel | Fritz                  |
| Katharina Thalbach   | Hilde                  |
| Manfred Lehmann      | agent                  |
| Peter Maffay         | Alex                   |
| Heiner Lauterbach    | Gezondheidsinspecteur  |
| Tom Gerhardt         | Manager American Diner |

## Ontvangst
De film werd niet goed ontvangen door critici, met een trage verhaallijn en een niet overtuigende poging tot een film in Quentin Tarantino-stijl.

## Prijzen en nominaties
| Jaar | Prijs            | Categorie | Genomineerde(n) | Uitslag     |
| ---- | ---------------- | --------- | --------------- | ----------- |
| 1999 | New Faces Awards | Acteren   | Karina Krawczyk | Genomineerd |